# Reinette dorée
 (septembre 2011).
Si vous disposez d'ouvrages ou d'articles de référence ou si vous connaissez des sites web de qualité traitant du thème abordé ici, merci de compléter l'article en donnant les références utiles à sa vérifiabilité et en les liant à la section « Notes et références ».

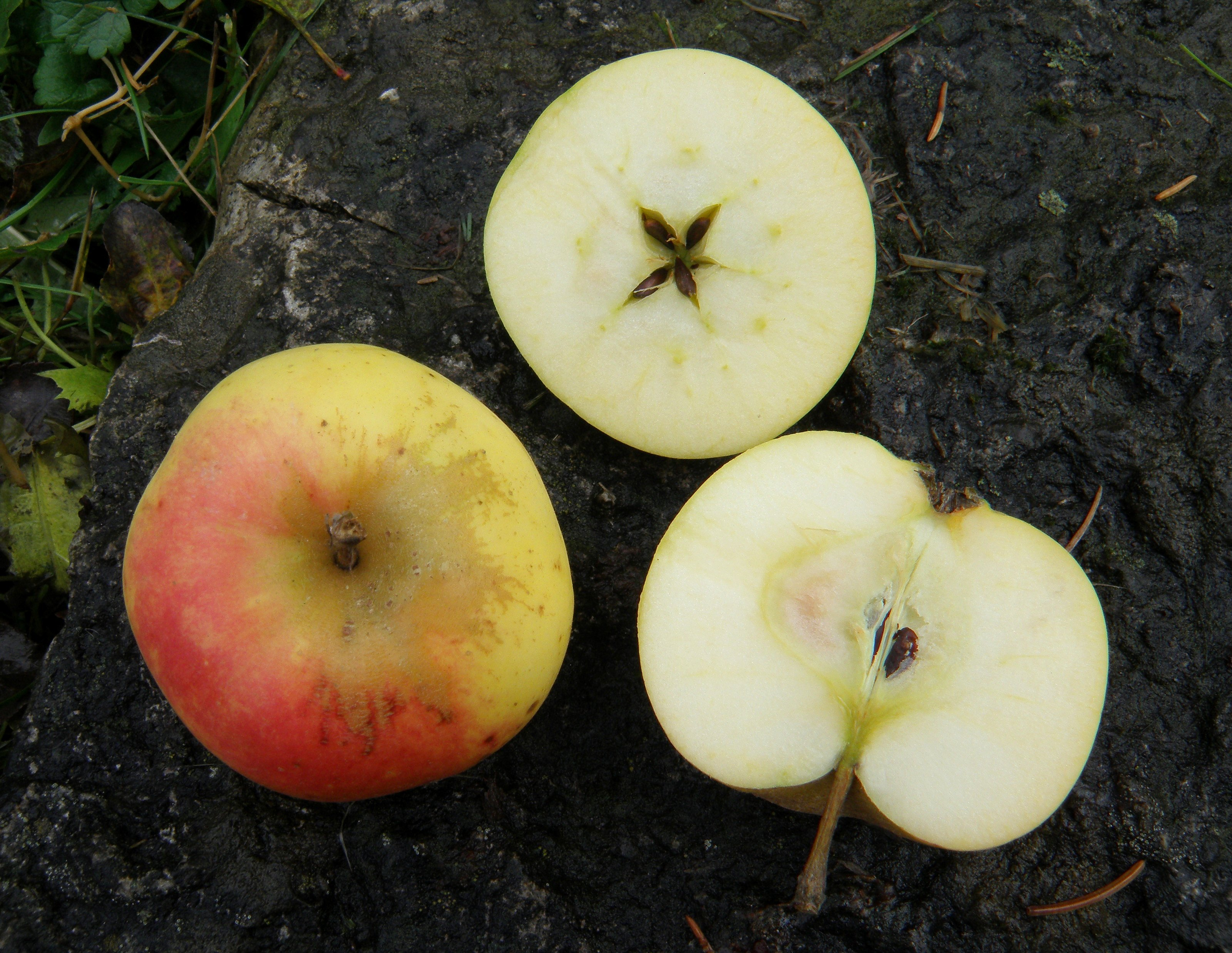
Fruits du pommier reinette dorée.

La reinette dorée est une variété de pomme apparue vers 1750 entre Agen et Bordeaux, régions où on l'appelle la «Reinette d'Or».
Nom botanique: Malus domestica "Goldrenette".
Synonymes: Gold Reinette, Gold Renette, Reinette d’or du Lot et Garonne, Reinette jaune tardive.

## Origine
À ne pas confondre avec les reinettes dorées de Corrèze, de Vitry, de Dietz ou de Blenheim.
La reinette dorée pourrait être un des parents de la Golden delicious.

## Description
Le fruit de taille moyenne est de couleur jaune paille foncé.
Très parfumée, sa chair blanche est juteuse, sucrée sans l'acidité classique des reinettes.

## Pollinisation
- Floraison: très abondante et décorative.
- Fécondation par: Calville blanc d'hiver, Esopus Spitzenburg, Fuji ou Golden delicious.

## Culture
- Maturité: fin octobre.
- Consommation: de novembre à mars.

L'arbre extrêmement fertile est de vigueur moyenne. Il met à fruit très rapidement (parfois dès la deuxième année).
La variété est peu sensible aux maladies.